# Fannia hirticeps
Fannia hirticeps är en tvåvingeart som först beskrevs av Stein 1892.  Fannia hirticeps ingår i släktet Fannia och familjen takdansflugor. Arten är reproducerande i Sverige. Inga underarter finns listade i Catalogue of Life.